# Ullajärvi
Ullajärvi är en sjö i Finland. Den ligger i kommunen Enontekis i landskapet Lappland, i den norra delen av landet, 900 km norr om huvudstaden Helsingfors. Ullajärvi ligger 290 meter över havet. Arean är 53,2 hektar och strandlinjen är 3,77 kilometer lång. Sjön  ingår i Kemi älvs huvudavrinningsområde. 